# Sid Phillips

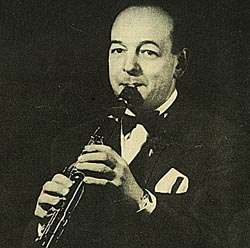
Sid Phillips

Sid Phillips (* 14. Juni 1907 in London; † 25. Mai 1973 in Chertsey) war ein britischer Jazz-Klarinettist und Holzblasinstrumentist, Komponist, Arrangeur und Bandleader.

## Leben und Wirken
Sid Phillips wuchs mit sieben Geschwistern in Londons East End auf. Bereits während seiner Schulzeit trat er mit seinen älteren Brüdern Harry (Trompete) und Ralph (Banjo) auf. Er begann seine Karriere in den 1920er-Jahren bei The Riviera Five, einer Gruppe um Sid Kreeger (Piano) und Joe Badis (Schlagzeug), mit der er in Europa tourte, ab 1927 unter der neuen Bandbezeichnung The Melodians. Nach der Auflösung der Band arbeitete er als Arrangeur für den Musikverlag von Lawrence; von 1933 bis 1937 war er Saxophonist im Bert Ambrose Orchestra. Für Ambrose arrangierte er Jazztitel wie Caravan, Deep Henderson und die Erkennungsmelodie des Ambrose Orchestra Hors D'oeuvres, das Phillips später als Out-Theme für sein eigenes Orchester übernahm. Zu seinen eigenen Kompositionen zählen Night Ride, Streamline Strut, Hullabaloo, An Amazon Goes A-Wooin, B'Wanga, Message From Mars, Early Morning Blues, Mister Reynard's Nightmare, Plain Jane und Cotton Pickers' Congregation. Ende der 1930er-Jahre war er als freischaffender Arrangeur für zahlreiche britische Bands tätig. 1938 nahm er in den Vereinigten Staaten einige Titel in Bigband-Besetzung auf.
Während des Zweiten Weltkriegs war er bei einer Londoner Polizei-Spezialeinheit eingesetzt, bevor er in der Royal Air Force als Übersetzer diente. Nach Kriegsende gründete er eine Dixieland-Jazzband; zu den Musikern, die bei Phillips spielten, gehörten u. a. George Shearing, Kenny Ball, Dickie Hawdon und Tommy Whittle. In den 1950er-Jahren trat er vor Prinzessin Margaret, die zu seinen Fans gehörte, beim jährlichen Windsor Castle Christmas Ball auf; ferner hatte sie Rundfunkauftritte. Phillips, der als England's King of the Clarinet galt, nahm um 200 Schallplatten für His Master’s Voice auf. 
Er starb 1973 an den Folgen eines Herzinfarkts beim Cricketspiel. Im Bereich des Jazz war er zwischen 1927 und 1971 an 179 Aufnahmesessions beteiligt.
Sid Phillips ist der Vater des Schlagzeugers Simon Phillips (* 1957).

## Diskographische Hinweise
- The Fabulous Mr Phillips (His Master’s Voice, 1958)
- Rhythm Is Our Business (Fontana, 1970)
- Chicago and All That Jazz (Rediffusion, 1970)
- Fascinating Rhythm (Contour, 1971)
- Sid Phillips Plays Barrel House Piano (Rediffusion, 1972)
- Stomp, Rags and Blues (Rediffusion, 1972)
- I Got Rhythm (EMI, 1990)